# راجنار ستيفانسون
راجنار ستيفانسون (بالآيسلندية: Ragnar Stefánsson)‏ هو عالم زلازل ‏ آيسلندي، ولد في 14 أغسطس 1938.